# Echinodon
Echinodon (gr. 'dent punxeguda') és un gènere representat per una única espècie de dinosaure ornitisqui heterodontosàurid, que va viure des del Juràssic superior fins al Cretaci inferior (fa aproximadament 145 i 140 milions d'anys, en el Titonià i el Berriasià), en el que avui és Europa.
L'única espècie coneguda d'Echinodon és Echinodon becklesii, la qual va ser batejada en 1861 pel naturalista Richard Owen, qui va creure que es tractava d'una sargantana. El paleontòleg Paul Sereno el classifica en 1991, com un heterodontosàurid, però aquesta adjudicació és polèmica. David B. Norman i Paul M. Barrett escripta a Echinodon en el 2002, donant suport a la postura de Sereno, encara que emprant diferents proves.